# Conus hirasei
Conus hirasei é uma espécie de gastrópode do gênero Conus, pertencente à família Conidae.

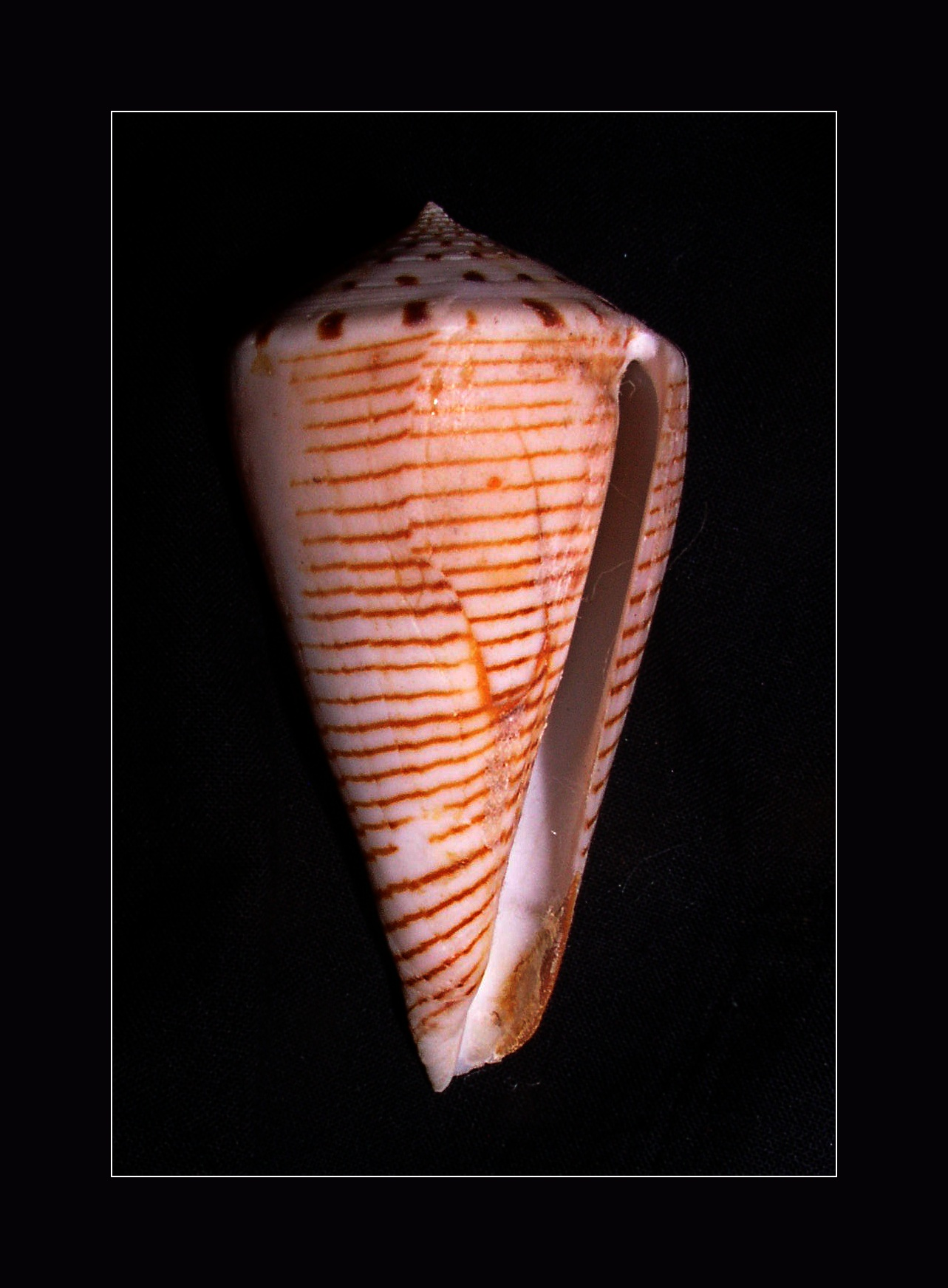